# Donald Edmond Pelotte
Donald Edmond Pelotte (Waterville, 13 aprile 1945 – Fort Lauderdale, 7 gennaio 2010) è stato un vescovo cattolico statunitense, celebre per l'essere stato il primo vescovo nativo americano.

## Biografia
Monsignor Donald Edmond Pelotte nacque a Waterville il 13 aprile 1945 da Norris Albert Pelotte e Margaret Yvonne LaBrie Pelotte. Suo padre faceva parte della tribù degli Abenachi e sua madre era di origini franco-canadesi. Donald e il suo fratello gemello Dana erano i più giovani di cinque fratelli.

### Formazione e ministero sacerdotale
Studiò al liceo classico del seminario "Eymard" di Hyde Park. Compì gli studi universitari alla John Carroll University di Cleveland e quelli per il dottorato alla Fordham University di New York. La sua tesi di dottorato era intitolata: "John Courtney Murray, Theologian in Conflict: Roman Catholicism and the American Experience". Successivamente venne pubblicata in forma di libro da Paulist Press.
Il 2 settembre 1972 fu ordinato presbitero per la Congregazione del Santissimo Sacramento. All'età di 33 anni, divenne superiore provinciale del suo ordine, era il più giovane superiore maggiore di una comunità religiosa maschile negli Stati Uniti.

### Ministero episcopale
Il 24 febbraio 1986 papa Giovanni Paolo II lo nominò vescovo coadiutore di Gallup. Ricevette l'ordinazione episcopale il 6 maggio successivo nel Red Rock State Park, un parco dello Stato dell'Arizona fuori dalla città di Sedona tipico per le rocce di arenaria rossa, dall'arcivescovo metropolita di Santa Fe Robert Fortune Sanchez, coconsacranti il vescovo di Gallup Jerome Joseph Hastrich e quello di Cleveland Anthony Michael Pilla. Divenne così il primo vescovo nativo americano. Il 31 marzo 1990, al ritiro di monsignor Jerome Joseph Hastrich, gli succedette nella medesima sede. Dal 1986 al 2008 fu il moderatore episcopale della Conferenza di Tekakwitha, un'associazione di nativi americani cattolici delle prime nazioni.
Il 4 settembre 1999 ordinò presbitero nella chiesa di Waterville il proprio fratello gemello. È l'unico vescovo cattolico noto che abbia ordinato prete il proprio fratello gemello.
Il 23 luglio 2007 monsignor Pelotte rimase gravemente ferito nella sua casa di Gallup. Le lesioni includevano una lesione cerebrale traumatica. Secondo i funzionari della cancelleria e un rapporto della polizia, monsignor Pelotte insistette che le sue ferite furono il risultato di una caduta nelle scala di casa. Tuttavia, il suo aiutante affermò che "sembrava come se fosse stato picchiato" e che le sue ferite erano più coerenti con un brutale assalto piuttosto che con una caduta dalle scale.
Il 3 gennaio 2008 papa Benedetto XVI nominò monsignor Thomas Olmsted, vescovo di Phoenix, amministratore apostolico sede plena della diocesi di Gallup e concesse a monsignor Pelotte un anno di aspettativa per continuare il suo recupero fisico.
Il 30 aprile 2008 papa Benedetto XVI accettò la sua rinuncia al governo pastorale della diocesi per motivi di salute. Il vescovo Thomas Olmsted continuò a governare la diocesi come amministratore apostolico fino alla presa di possesso del nuovo vescovo, monsignor James Sean Wall, il 23 aprile 2009.
Lunedì 8 luglio 2008, KRQE News 13 di Albuquerque e il quotidiano Gallup Independent pubblicarono i risultati delle loro indagini sul caso Pelotte. Immagini che non erano state precedentemente pubblicate suggerivano che il vescovo avesse subito gravi traumi alla testa e alla schiena. KRQE News 13 ipotizzò che le ferite non indicassero una caduta ma piuttosto un pestaggio. L'inchiesta della polizia venne tuttavia chiusa, non avendo il presule mai sporto alcuna denuncia.
Il 30 dicembre 2009 monsignor Pelotte fu ricoverato in ospedale a Fort Lauderdale in condizioni critiche con i suoi parenti accanto. Morì il 7 gennaio 2010. Le esequie si tennero il 14 gennaio nella cattedrale del Sacro Cuore di Gesù a Gallup. Al termine del rito fu sepolto nella cripta dello stesso edificio.

## Genealogia episcopale
La genealogia episcopale è:
- Cardinale Scipione Rebiba
- Cardinale Giulio Antonio Santori
- Cardinale Girolamo Bernerio, O.P.
- Arcivescovo Galeazzo Sanvitale
- Cardinale Ludovico Ludovisi
- Cardinale Luigi Caetani
- Cardinale Ulderico Carpegna
- Cardinale Paluzzo Paluzzi Altieri degli Albertoni
- Papa Benedetto XIII
- Papa Benedetto XIV
- Papa Clemente XIII
- Cardinale Marcantonio Colonna
- Cardinale Giacinto Sigismondo Gerdil, B.
- Cardinale Giulio Maria della Somaglia
- Cardinale Carlo Odescalchi, S.I.
- Vescovo Eugène de Mazenod, O.M.I.
- Cardinale Joseph Hippolyte Guibert, O.M.I.
- Cardinale François-Marie-Benjamin Richard
- Cardinale Pietro Gasparri
- Cardinale Clemente Micara
- Cardinale Jozef-Ernest Van Roey
- Cardinale Léon-Joseph Suenens
- Arcivescovo Jean Jadot
- Arcivescovo Robert Fortune Sanchez
- Vescovo Donald Edmond Pelotte, S.S.S.